# 土曜の夜は
『土曜の夜は』（どようのよるは、Saturday Evening Puss、1950年1月14日）は、「トムとジェリー」の作品のひとつ。日本においては現在パブリックドメインとなっている。

## スタッフ
- 監督 - ウィリアム・ハンナ、ジョセフ・バーベラ
- 製作 - フレッド・クインビー
- 作画 - ケネス・ミューズ、エド・バージ、レイ・パターソン、アーヴン・スペンス
- 音楽 - スコット・ブラッドリー

## 作品内容
土曜の夜、お手伝いさんはおめかしをして街へと出かけていった。家の中には誰もいない。
大喜びのトムは悪友のブッチ・ライトニング・トプシーを家の中へ呼び込み、ジャズパーティを始める。ライトニングはレコードを大量にかけ、ブッチはピアノを弾き、トプシーはワイングラスをマリンバのように打ち鳴らす。トムは彼らにサンドイッチやパイなどのご馳走を振舞う。
一方、寝床に就こうとしていたジェリーは、壁の外の乱痴気騒ぎのおかげで眠るどころではない。イライラが頂点に達したジェリーはトムへ抗議に向かうが、例のごとく軽くあしらわれてしまう。負けじと力づくで音楽を止めるも、ここでまた、ジェリーとトム・悪友たちによるドタバタが始まる。
結局ジェリーは捕らえられ、ブラインドの紐でぐるぐる巻きにされてしまう。そんなジェリーは、トムたちがパーティの続きを始めた隙を狙い、縛られたままで電話まで這いより、鼻でダイヤルを回す。電話をかけた先は、「ラッキーセブンサタデーナイトブリッジクラブ」、つまりお手伝いさんの出かけ先だった。
お手伝いさんはトランプを楽しんでいたが、トムたちがパーティで騒動を起こしている事を知ったお手伝いさんは激怒し、猛スピードで夜の街を疾走するや家へ飛び込む。家の屋根が吹き飛ぶほどのお仕置きの末、トムと悪友たちは屋外まで殴り飛ばされトーテムポールの如く壁に叩きつけられてしまった。こうしてトムたちのパーティは中止となった。
「あのバカ猫どものせいでせっかくの夜が台無しだわ。音楽でも聴きましょう」。ひと騒動が済んだ後、お手伝いさんはレコードをかけて気分を落ち着かせようとする。やっと安心して眠れると思ったジェリーだったが…。
「ちょっぴりソフトで、穏やかで…ホットな音楽をね！」。レコードは先ほどまでトムたちが演奏していたうるさいジャズナンバー。結局、今夜は当分安眠を得られそうになくウンザリ顔のジェリーだった。

## 登場キャラクター
トム
お手伝いさんが留守の間に仲間の悪友たちを誘い、ジェリーからの抗議を一切無視してジャズパーティーを楽しむ。だが、ジェリーの電話で緊急帰宅したお手伝いさんからボコボコにされ、最後は悪友たち共々外へ追い出された。
ジェリー
トムとブッチたちによるジャズパーティーの騒音に耐えかねて抗議しに行くも無視され、逆にブラインドの紐に縛られる形で拘束される。だが自身は引き下がらず、電話でお手伝いさんを呼び戻した。トムたちを追い出させることに成功し一度は安堵するが、帰宅したお手伝いさんがそのまま激しいジャズナンバーをレコードでかけ始めたため、結局安眠できずに終わってしまう。
お手伝いさん
土曜の夜に街へと出かけていったが、「トムと仲間の野良猫たちがパーティーで騒いでいる」旨の電話をジェリーより受けると大急ぎで帰宅し、トムと野良猫たちをボコボコにして追い出した。その後はせっかくの土曜の夜を台無しにされたことに愚痴を零しつつ、気分転換に激しいジャズのレコードをかけ始めた。
家まで疾走するシーンで一瞬だけ顔が映っている。
家事に勤しむ他作品とは異なり、大量のアクセサリーで着飾り、トランプを遊びに出かけた。
ブッチ、ライトニング、トプシー
トムに誘われ、お手伝いさんの家でジャズパーティーを楽しむ。騒音に耐えかねたジェリーからの抗議は一切無視し、逆にジェリーをブラインドの紐で拘束するが、最後はジェリーの電話を受け緊急帰宅したお手伝いさんにトム共々ボコボコにされ家を追い出された。

## 備考
1966年にCBSで放送された際、チャック・ジョーンズらによってお手伝いさんが若い白人女性に差し替えられた。（一部の海外版及びヘラルド・ポニー版でも流用されている）外出理由も「トランプ遊び」から「ボーイフレンドとの交友」に変更されている。一部のシーンも変更されている。（冒頭の化粧をする部分で電話をするシーンとセリフが追加されたり、ラストシーンのトムに指を指すシーンでブッチ達が消えたりしていた。）